# Hans Heinrich Seedorf
Hans Heinrich Seedorf (geboren 20. September 1923 in Sittensen; gestorben 4. April 2020 in Springe am Deister) war ein deutscher Historiker, Geograph und Hochschullehrer.

## Leben
Hans Heinrich Seedorf wurde im September 1923 in Sittensen als Sohn eines Kleinbauern geboren. Er besuchte eine dortige Privatschule, wechselte nach deren Auflösung jedoch auf die Volksschule. Im Jahr 1936 starb sein Vater, so dass der Familie die Haupteinnahmequelle fehlte. Trotz dieser Umstände konnte er ab 1938 das Gymnasium in Bad Bederkesa besuchen.
Er promovierte 1952 zum Dr. rer. nat. an der Universität Göttingen mit seiner Dissertation Der Einfluß der Salz- und Gipslager auf die Oberflächenformen im Gebiet des Niedersächsischen Berg- und Hügellandes. Dort wirkte er ab demselben Jahr als Assistent von Kurt Brüning am Institut für Landesplanung und niedersächsische Volkskunde.
1956 wechselte er nach Hannover und übernahm eine Stelle am Niedersächsischen Landesamt für Planung und Statistik. Ab 1970 wirkte Seedorf am Geographischen Institut der Universität Hannover, an der er von 1974 bis 1988 die Professur für niedersächsische Landeskunde ausübte.
Zeitgleich mit Seedorfs Pensionierung strich die Universität Hannover die Professorenstelle für Landeskunde. „In produktivem Zorn“ darüber verfasste der Emeritierte anschließend, gemeinsam mit dem Geografen und Paläontologen Hans-Heinrich Meyer, die ab 1992 in zwei Bänden erschienene „Landeskunde Niedersachsen. Natur- und Kulturgeschichte eines Bundeslandes“.
2006 publizierte Seedorf gemeinsam mit Wilhelm Seedorf, Wilhelm Vieths und zahlreichen anderen eine Zeitzeugengeschichte der Börde Sittensen für den Zeitraum von 1918 bis 1956; 2001 gemeinsam mit Heinrich Kalisch eine ebenfalls auf Zeitzeugenaussagen basierende Geschichte der Stadt Springe am Deister für die Zeit von 1925 bis 1956.
Hans Heinrich Seedorf lebte zuletzt in Springe und starb im Alter von knapp 97 Jahren am 4. April 2020.

## Schriften
- Der Einfluß der Salz- und Gipslager auf die Oberflächenformen im Gebiet des Niedersächsischen Berg- und Hügellandes, Dissertation vom 7. Oktober 1952 an der Mathematisch-naturwissenschaftlichen Fakultät der Universität Göttingen, 1952
- Reliefbildung durch Gips und Salz im niedersächsischen Bergland (= Schriften der Wirtschaftswissenschaftlichen Gesellschaft zum Studium Niedersachsens e.V., N.F. Bd. 56), Bremen-Horn: Dorn, 1956; Inhaltsverzeichnis
- Hans Heinrich Seedorf, Hans-Heinrich Meyer: Landeskundlich-statistische Übersichten. Land, Regierungsbezirke, Landkreise, kreisfreie Städte, Hannover: der Niedersächsischer Minister des Innern; Hannover: Bezirksregierung Hannover, 1982, Inhaltsverzeichnis
- Hans-Heinrich Meyer (Hrsg.): Ausgewählte Exkursionen zur Landeskunde von Niedersachsen und Bremen. Festschrift zum 65. Geburtstag von Prof. Dr. Hans Heinrich Seedorf (= Jahrbuch der Geographischen Gesellschaft zu Hannover, Sonderheft, Bd. 14), Hannover: Geographische Gesellschaft zu Hannover, 1988; Inhaltsverzeichnis
- Karl Heinz Schneider, Hans Heinrich Seedorf: Bauernbefreiung und Agrarreformen in Niedersachsen,
  - Hannover: Niedersächsische Landeszentrale für Politische Bildung, 1989; Inhaltsverzeichnis
  - (= Schriften zur Heimatpflege, Bd. 4), Hildesheim: Lax, 1989, ISBN 978-3-7848-5104-4 und ISBN 3-7848-5104-5
- Hans Heinrich Seedorf, Hans-Heinrich Meyer: Landeskunde Niedersachsen. Natur- und Kulturgeschichte eines Bundeslandes, herausgegeben im Auftrag des Niedersächsischen Landtages, Neumünster: Wachholtz,
  - Bd. 1: Historische Grundlagen und naturräumliche Ausstattung, 1992, ISBN 978-3-529-05112-8
  - Bd. 2: Niedersachsen als Wirtschafts- und Kulturraum. Bevölkerung, Siedlungen, Wirtschaft, Verkehr und kulturelles Leben, mit Beiträgen von Dieter Brosius u. a., Kartographie und Fotografien von Karl Endler et al., 1996, ISBN 978-3-529-05113-5 und ISBN 3-529-05113-6
- Heinrich Kalisch, Hans Heinrich Seedorf: Zeitzeugengeschichte von Springe. 1925 bis 1956. Vorkriegszeit, Zweiter Weltkrieg und Nachkriegszeit. Ereignisse und Geschichten in und aus der alten Stadt, Springe: Förderverein für die Stadtgeschichte von Springe, 2001, ISBN 978-3-00-008648-9 und ISBN 3-00-008648-X